# Muniela (manzana)
Muniela es el nombre de una variedad cultivar de manzano (Malus domestica). Esta manzana está cultivada en diversos viveros entre ellos algunos dedicados a conservación de árboles frutales en peligro de desaparición. La manzana 'Naparra Andoaiña' es originaria de Guipúzcoa, donde tuvo su mejor época de cultivo comercial antes de la década de 1960, y actualmente en menor medida aun se encuentra para la elaboración de sidra.

## Sinónimos
- "Manzana Naparra Muniela",[6][7][8]
- "Muniela Sagarra".

## Historia
'Muniela' es una variedad de manzana cultivada en Guipúzcoa, está considerada incluida en las variedades locales autóctonas muy antiguas, cuyo cultivo se centraba en comarcas muy definidas. Se caracterizaban por su buena adaptación a sus ecosistemas y podrían tener interés genético en virtud de su adaptación. Estas se podían clasificar en dos subgrupos: de mesa y de sidra (aunque algunas tenían aptitud mixta). Es muy apreciada en la elaboración de sidra.
'Muniela' es una variedad mixta, clasificada como muy buena en la elaboración de sidra, también se utiliza en fresco como de mesa; difundido su cultivo en el pasado por los viveros comerciales y cuyo cultivo en la actualidad se ha reducido a huertos familiares, y muy apreciada en la elaboración de sidra.

## Características
El manzano de la variedad 'Muniela' tiene un vigor alto; florece a inicios de mayo; tubo del cáliz en forma de embudo corto, y con los estambres situados en su mitad.
La variedad de manzana 'Muniela' tiene un fruto de tamaño medio; forma bastante irregular, algo cónica con prominencias mamelones en la parte del cáliz; piel gruesa, dura, y cerosa; con color de fondo verde amarillento, siendo el color del sobre color ausente, importancia del sobre color ausente, siendo su reparto ausente, y una sensibilidad al "russeting" (pardeamiento áspero superficial que presentan algunas variedades) muy débil; pedúnculo de tamaño corto y fuerte, implantado recto, anchura de la cavidad peduncular pequeña, profundidad de la cavidad pedúncular es media, y con una  importancia del "russeting" en cavidad peduncular media; anchura de la cavidad calicina media, profundidad de la cav. calicina media, y de la importancia del "russeting" en cavidad calicina débil, con mamelones en su borde, y plisado en la pared de la cavidad calicina; ojo pequeño y semicerrado; sépalos arrugados.
Carne de color blanco. Textura crujiente, de mucho zumo y aroma; sabor característico de la variedad, agridulce; corazón de tamaño medio, desplazado. Eje abierto. Celdas arriñonadas, cartilaginosas de color verde claro. Semillas aristadas, puntiagudas, de tamaño medio, color marrón claro uniforme.
La manzana 'Muniela' tiene una época de maduración y recolección tardía en el otoño, se recolecta desde mediados de octubre. Tiene uso mixto pues se usa como manzana de cocina, y también como manzana para la elaboración de sidra, buena manzana sidrera.